# Necrolemur
Necrolemur és un gènere extint de primats de la família dels omòmids que visqueren a Europa durant l'Eocè. Se n'han trobat restes a Espanya (incloent-hi els jaciments de Sant Jaume de Frontanyà i el Roc de Santa), França i Suïssa. Les espècies d'aquest grup eren mamífers arborícoles que saltaven de branca en branca i probablement tenien una dieta frugívora. Estaven dotats de dents molars de tipus bunodont. Pesaven aproximadament 300 g i es calcula que N. antiquus tenia una llargada de cap a gropa de 20 cm. El nom genèric Necrolemur és una combinació del mot grec antic νεκρός (nekrós, 'cadàver') i Lemur i, en el seu conjunt, significa ‘lèmur extint’.